# Anchylomera blossevillei
Anchylomera blossevillei is een vlokreeftensoort uit de familie van de Phrosinidae. De wetenschappelijke naam van de soort is voor het eerst geldig gepubliceerd in 1830 door Milne Edwards.